# Rich Communication Services
Rich Communication Services (RCS; deutsch „Reichhaltige Kommunikationsdienste“) ist ein Kommunikationsstandard im Mobilfunk und als Ersatz für den Kurznachrichtendienst SMS konzipiert. RCS ist keine Chat-App, sondern ein infrastrukturbasierter Dienst. Er ermöglicht u. a. Gruppen-Chats und Dateiübertragungen und soll so eine Alternative zu mobilen Instant-Messaging-Diensten wie WhatsApp, Apple iMessage und Facebook Messenger bieten. Ein wesentlicher Unterschied zu diesen Diensten besteht darin, dass RCS das Adressbuch des Anwenders nicht mit den übergeordneten Providern zum Datenabgleich teilt. Nicht alle RCS-Funktionen, die im Standard definiert sind, werden von jedem Netz und jedem Client angeboten; nur die Services, die zwei Kommunikationspartnern zur Verfügung stehen, werden auch im Client angeboten. Die Kosten für die Nutzung von RCS sind wie bei SMS, MMS und Telefonie anbieterabhängig.

## Entwicklung und Historie
Die Entwicklung der ursprünglichen Rich Communication Suite begann 2008 auf Initiative Nokias und wird seither vom internationalen Branchenverband der GSM-Provider (GSMA) vorangetrieben. Nach 2011 wurde das Produkt in „Rich Communications Suite enhanced“, abgekürzt RCS-e, umbenannt und der Markenname „joyn“ eingeführt. Die europäischen Netze verwendeten ursprünglich den gemeinsamen Markennamen „joyn“, dies wurde jedoch in einem frühen Stadium wieder aufgegeben. Die gestiegene Bereitschaft der GSM-Mobilfunkunternehmen, in diese neue Technologie zu investieren, lag vor allem an den neuen Over-the-top-Messengern – der Netzbetreiber-Dienst SMS ist mit 160 Zeichen Text nicht mehr wettbewerbsfähig gegenüber multimediafähigen Diensten.
In Deutschland war die Einführung von der Deutschen Telekom, Vodafone und O2 ursprünglich für Ende 2011 geplant, verschob sich jedoch mehrmals. Die offizielle Premiere fand auf dem GSMA Mobile World Congress 2012 statt. Nachdem Vodafone den Dienst im April 2012 eingeführt hatte, folgte die Telekom Deutschland und bot den Dienst seit dem 5. März 2013 im Beta-Stadium an. Anfang April 2014 veröffentlichte die Telekom neue Apps für die Nutzung von Joyn, später folgte eine Umbenennung in message+. Bei O2 sollte Joyn ursprünglich bereits 2013 gestartet werden, eine App mit entsprechenden Funktionen erschien jedoch erst im August 2015 (im Beta-Stadium). E-Plus wollte anfänglich (noch vor der Übernahme durch O2) die Entwicklung abwarten, künftig soll die Nutzung der O2-App auch für E-Plus-Kunden möglich sein.
Im Juli 2015 wird RCS um eine Enriched-Calling-Funktionalität ergänzt. Enriched Calling ermöglicht es, RCS-Nachrichten in Verbindung mit einem Anruf zu verwenden, um zum Beispiel dem Angerufenen einen Anrufgrund zu übermitteln oder während des Gespräches ein Foto oder Dokument auszutauschen.
Mit dem Universal Profile 1.0 sollte 2016 eine vollständige Kompatibilität aller RCS-Implementierungen weltweit erreicht werden. Dies ist insbesondere wichtig, um RCS-Clients auf den verschiedenen Endgeräten kompatibel zu allen Netzen weltweit zu machen. U.a. wird hier das Chatprotokoll OMA-CPM als weltweiter Standard definiert, mit einer Übergangsphase für das in Europa verwendete SIP-Simple-Protokoll.
Bis 2015 wurden RCS-Dienste nur von wenigen Netzbetreibern angeboten, im deutschsprachigen Raum von der Deutschen Telekom und von Vodafone.
Seit der Übernahme von Jibe Mobile durch Google im Jahr 2015 stieg die Verbreitung von RCS weltweit. Google bietet mit seiner Kurznachrichten-App Messages eine Implementierung des RCS Universal Profile unter dem Label Chat (nicht zu verwechseln mit der App Google Chat, die Hangouts ablösen soll). Auch wenn RCS (und Googles Chat-Initiative) ein Dienst der Netzwerkanbieter bleibt, und besonders wegen fehlender Ende-zu-Ende-Verschlüsselung in der Kritik steht, bietet es mit der gewachsenen Unterstützung großer Plattformanbieter inzwischen eine ernstzunehmende Alternative zu proprietären Messaging-Diensten wie WhatsApp und iMessage mit ähnlichen Möglichkeiten. Seit 2021 bietet Google in der Kurznachrichten-App Messages unter bestimmten Bedingungen über die Chat-Funktion auch Ende-zu-Ende-Verschlüsselung an.
Eine weitere Neuerung, die mit dem Universal Profile 2.0 eingeführt wird, ist Messaging as a Platform (MaaP). MaaP bietet Unternehmen die Möglichkeit, RCS als Kommunikationskanal mit ihren Kunden zu nutzen. Das Universal Profile 2.0 definiert die neuen Funktionen erstmals 2017, erste Kampagnen wurden zum Mobile World Congress in Barcelona im Februar 2018 vom US-amerikanischen Netzbetreiber Sprint und anderen erstmals präsentiert. Zum MWC 2019 wurden MaaP-Services und Demos von verschiedenen Netzbetreibern und Kunden aus Nordamerika, Europa und Asien präsentiert.
Seit 2017 führt die GSMA „RCS Business Messaging Labs“ auf globaler Ebene durch, um für die Nutzung von Messaging as a Platform zu werben.
Swisscom hatte den Start von RCS für 2019 angekündigt. Mit Stand April 2019 wird RCS von weltweit 76 Telekommunikationsunternehmen angeboten. Swisscom stellte den RCS-Dienst auf Ende 2023 jedoch wieder ein, da er kaum genutzt wurde.
Im Januar 2020 waren mehr als 360 Millionen Smartphones mit RCS aktiv. Die deutschen Netzbetreiber haben bislang keine Zahlen zu den RCS-Nutzern veröffentlicht, aber durch die native Implementierung auf allen Android-Smartphones dürfte die Marke von 10 Millionen aktiven RCS-Smartphones bereits überschritten sein.
Seit September 2024 unterstützt Apple die RCS-Funktionalität auf allen iPhone-Smartphones mit mindestens iOS 18. Zuvor hatte Google jahrelang in diversen Medienkampagnen Apple dazu aufgefordert, RCS zu unterstützen und „Messaging zu reparieren“, da mit den mitgelieferten Messaging-Apps plattformübergreifend ohne RCS auf die alten Standards SMS und MMS zurückgegriffen werden musste. Zudem hatte die EU mit dem Digital Markets Act (DMA) im Jahr 2023 neue Regeln für die verpflichtende plattformübergreifende Interoperabilität von Messaging-Diensten erlassen, von denen vermutet wird, dass sie Apple ebenfalls zu der Ankündigung vom November 2023 bewogen haben könnten RCS zu unterstützen. Im Februar 2024 wurde jedoch bekannt, dass die EU iMessage nicht zu den unter die Regulierung des DMA fallenden Diensten zählt. Gründe hierfür könnten eine zu geringe Nutzerzahl und Marktmacht des Messengers in der EU sein und auch die vorangegangene RCS-Entscheidung von Apple, die das Unternehmen in Folge aufrechterhielt und schließlich umsetzte.

## Apps
RCS-Dienste können auf dem Smartphone genutzt werden, wenn eine RCS-fähige App installiert ist, der Netzbetreiber RCS-Dienste anbietet und für die Subskription freigeschaltet hat.
Alle Hersteller von Android-basierten Smartphones bieten heute RCS als Funktionalität der nativ integrierten „SMS/MMS“-, „Nachrichten“- oder „Messages“-App. Für Android-Geräte, die RCS nicht nativ unterstützen, bietet Google die App „Messages“ im Playstore an, die inzwischen auch auf vielen Smartphones vorinstalliert ist und (wie Whatsapp) über ein optionales Web-Interface für die Bedienung am PC verfügt. Einige Netzbetreiber bieten zusätzlich RCS-Apps zum Download unter der Bezeichnung „message+“ an. Apple unterstützt RCS seit iOS 18 in der hauseigenen auf iPhones vorinstallierten App „Nachrichten“ (Engl. „Messages“) über die neben der SMS-Funktionalität auch der proprietäre Messaging-Dienst „iMessage“ angeboten wird. iOS 18.0 mit der RCS-Funktionalität wurde am 16. September 2024 für die Allgemeinheit veröffentlicht.
In der Vergangenheit wurde RCS durch eigene Apps der Mobilfunkanbieter realisiert, die inzwischen aber weitgehend überflüssig geworden sind und teilweise eingestellt wurden. So unterstützte die Telekom den RCS-Standard mit der App „Telekom Message+ (RCS)“ auf Android und iOS. Die Entwicklung wurde am 1. Januar 2019 eingestellt. Vodafone bot für iOS die App „Vodafone Message+“ und für Android die App „Vodafone Call+ & Message+“ an. Die Apple-Variante wurde am 18. April 2018 aus dem Apple Store entfernt. Auch die Android-App ist zwischenzeitlich nicht mehr im Google Play Store erhältlich. O2 bot seine App „o2 Message+Call“ für iOS sowie in einer Beta-Version für Android an. Für O2-Kunden verschiedener Drillisch-Online-Marken wurde dieser Dienst zum 1. Juli 2017 gekündigt.

## Verfügbarkeit
In den Netzen von Telekom, Vodafone und O2 wird RCS in Deutschland unterstützt, wobei der Dienst nicht bei allen Resellern angeboten wird. In Österreich wird RCS bisher von A1 und Magenta angeboten. Wenn RCS nicht bei allen Kommunikationspartnern unterstützt wird, werden die Nachrichten stattdessen als SMS und/oder MMS übertragen.

### Deutschland
| Provider/Reseller                          | RCS verfügbar                 |
| ------------------------------------------ | ----------------------------- |
| Telekom (Congstar)                         | ja                            |
| Telekom (ja!Mobil, Penny Mobil)            | ja                            |
| Telekom (fraenk)                           | ja                            |
| Telekom (Kaufland Mobil)                   | nein (noch nicht angekündigt) |
| Vodafone (otelo)                           | ja                            |
| Vodafone (1&1)                             | ja                            |
| Vodafone (SIMon mobile)                    | ja                            |
| Vodafone (LidlConnect)                     | ja                            |
| Vodafone (WEtell)                          | ja                            |
| Telefónica (Ay Yildiz, Blau, Fonic, u. a.) | ja                            |
| Telefónica (1&1)                           | ja                            |
| Drillisch                                  | ja                            |
| Freenet DLS (klarmobil, callmobile)        | ja                            |
| 1&1                                        | nein                          |

### Österreich
| Netzanbieter                  | RCS verfügbar         |
| ----------------------------- | --------------------- |
| A1 Telekom Austria (A1)       | 2025 geplant          |
| T-Mobile Austria (Magenta)    | ja (Google & Samsung) |
| Hutchison Drei Austria (Drei) | nein                  |
| MASS Response (Spusu)         | nein                  |
| HoT Telekom und Service (HoT) | nein                  |

## Technische Merkmale
RCS greift auf bestehende Standards der 3GPP und Open Mobile Alliance (OMA) zurück. Die lizenzfreie Nutzung des GSM-Standards und die ständige Erweiterung um Zusatzfunktionen macht die Nutzung von RCS für Mobilfunknetze attraktiv.
Ein Gerät mit RCS-Fähigkeit muss zunächst vom Mobilfunknetz konfiguriert werden, bevor die RCS-Dienste zur Verfügung stehen. Dieser Prozess läuft automatisch ohne Interaktion mit dem Nutzer. Nach der Konfiguration stellt RCS dann fest, welche Kontakte in der Kontaktliste für Chat-Kommunikation zur Verfügung stehen, und welche RCS-Dienste an beiden Endpunkten der Kommunikation zur Verfügung stehen. Dabei wird aus Gründen von Datenschutz und -Sicherheit die Kontaktliste nicht auf einen zentralen Dienste-Server geladen, sondern verbleibt auf dem Gerät.
RCS-Dienste (wie beschrieben im Universal Profile 2.3):
- Endgeräte verfügbar machen
- Feststellung von Diensten und Verfügbarkeit der Kontakte
- Chat
- Dateiübertragung
- Gruppenchat
- Audio-Mitteilungen
- Mitteilungen auf mehreren Endgeräten eines Nutzers
- Nutzung der Sprachtelefonie auf Endgeräten
- Nutzung von IP-Videotelefonie auf Endgeräten
- Enriched Calling
- Messaging as a Platform
- Sicherheit gegen Angriffe von Malware
- Verhalten des Endgerätes zur Verwendung von IP-Diensten, wenn Datendienste nutzerseitig deaktiviert wurden
- Benutzereinstellungen für RCS
- Nutzung von Sprachtelefonie und IP-Videotelefonie auf mehreren Endgeräten eines Nutzers (ohne technische Spezifikation).

Trotz umfangreicher Erweiterungen gegenüber SMS/MMS fehlen RCS weiterhin Funktionen wie Profilbild, Status bzw. Storys oder Live-Standort, die in anderen Messengern häufig implementiert sind.
RCS setzt voraus, dass Mobildaten eingeschaltet sind. Je nach Anbieter kann das nur mit einem kostenpflichtigen Internetzugang erfolgen – oder auch kostenfrei (dann meist ohne sonstigen Internetzugang außer auf die anbietereigene Konfigurationsseite; oft „Cockpit“ o. ä. genannt). Bei Dual-SIM-Smartphones konnte RCS anfangs nur auf einer SIM-Karte verwendet werden. Dieses Problem ist aktuell (2025) behoben. RCS funktioniert nicht mit reinen Daten-SIM-Karten.

## Rich Business Messaging – Messaging as a Platform
Die RCS-Messaging-Funktionen sollen nicht nur Nutzern auf dem Smartphone zur Verfügung gestellt werden, sondern auch Geschäftskunden, die mit ihren Kunden kommunizieren möchten. Mit dem RCS Universal Profile 2.0 wurden speziell dafür neue Funktionen entwickelt und standardisiert, die in der GSMA-Spezifikation RCC.71 im Kapitel „Messaging as a Platform“ dokumentiert sind und in den Folgeversionen der Spezifikation verfeinert wurden:
Chatbots
- Chatbot-Profil
- Chatbot-Verifikation
- Anonymisierung des Nutzers gegenüber dem Chatbot
- Chatbot-Verzeichnisse
- Deep Links
- Vermeidung von Spam und unangemessenen Inhalten
- Rich Cards und Karussell-Anordnung
- Antwortvorschläge und Aktionen/Chips

Während die Kommunikation zwischen Smartphones heute (Stand Januar 2020) weitgehend in Tarife eingebündelt ist („SMS-Flat“), ist die gewerbliche Nutzung von Netzzugängen kostenpflichtig. Darüber hinaus hat sich ein Ökosystem gebildet:
- Netzbetreiber vermarkten den Netzzugang zu SMS und RCS
- RCS-Systemtechnikanbieter, die RCS-Produktionsplattformen für Netzbetreiber anbieten
- Aggregatoren, die den Versand in die verschiedenen Netze übernehmen, Kampagnen durchführen und an Geschäftskunden vermarkten
- RCS-Cliententwickler und Endgerätehersteller mit eigenen Clients